# Criptomoneda

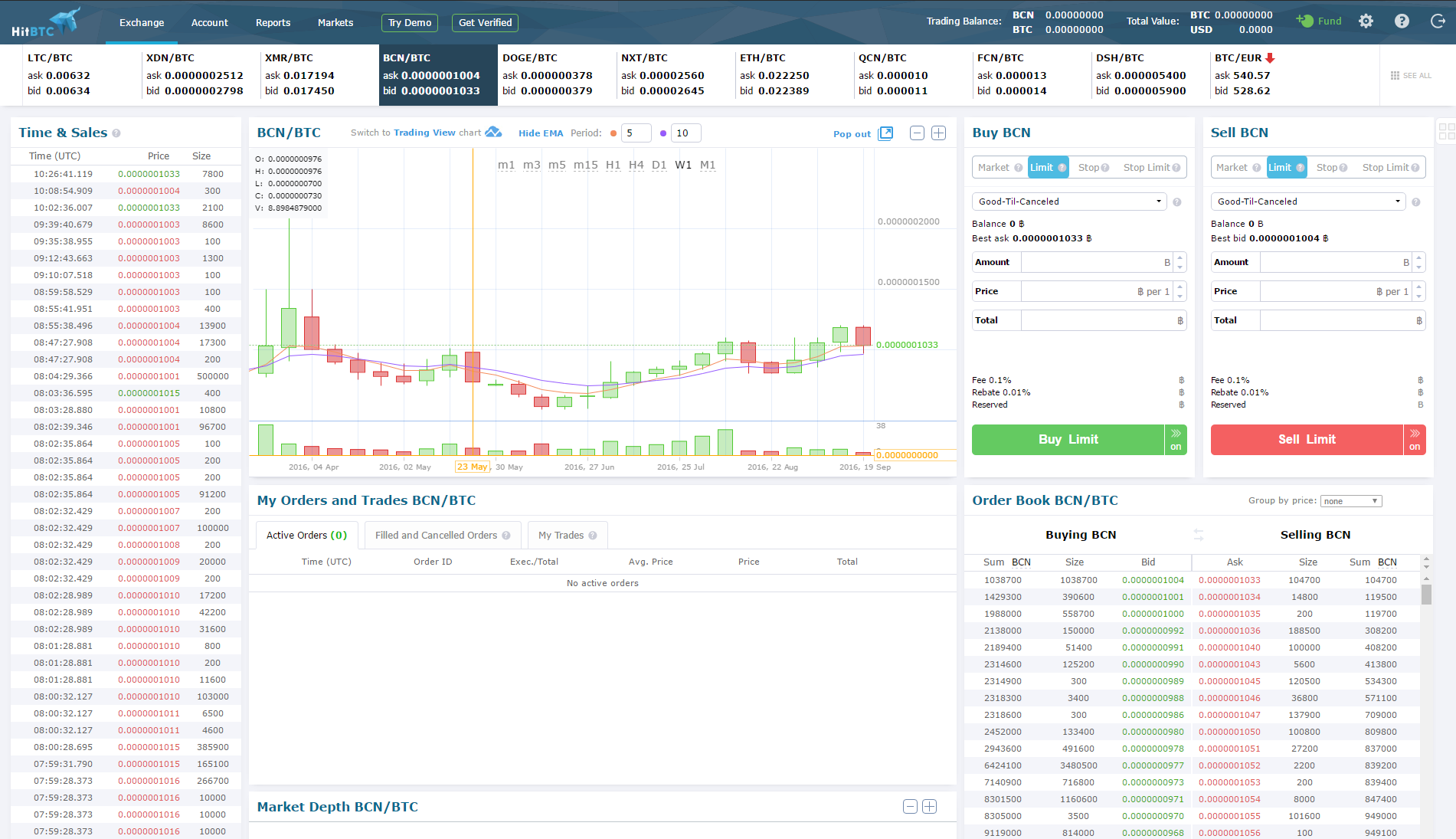
Ventana de terminal de intercambio de criptocercas de HitBTC.

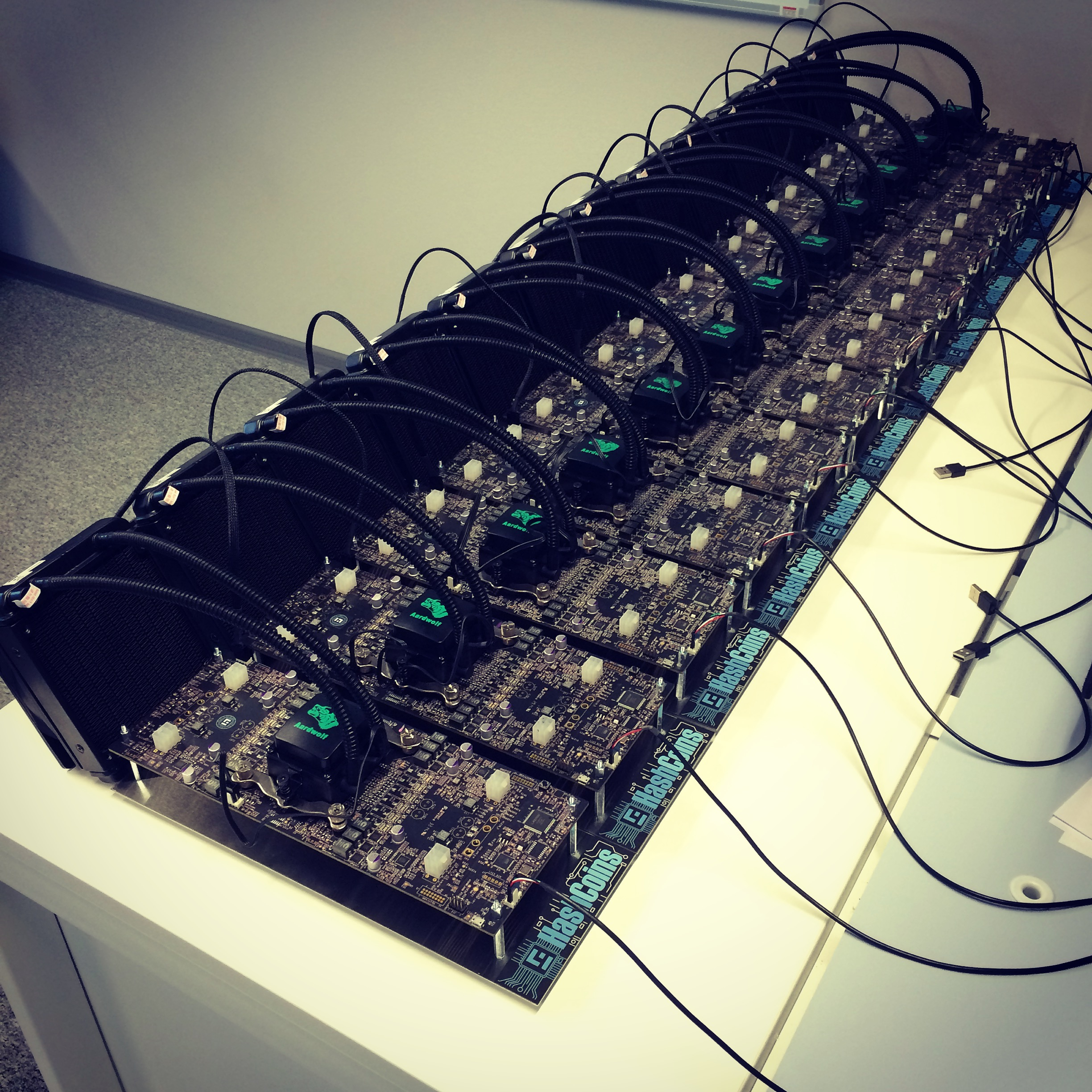
Mina de Hashcoin.

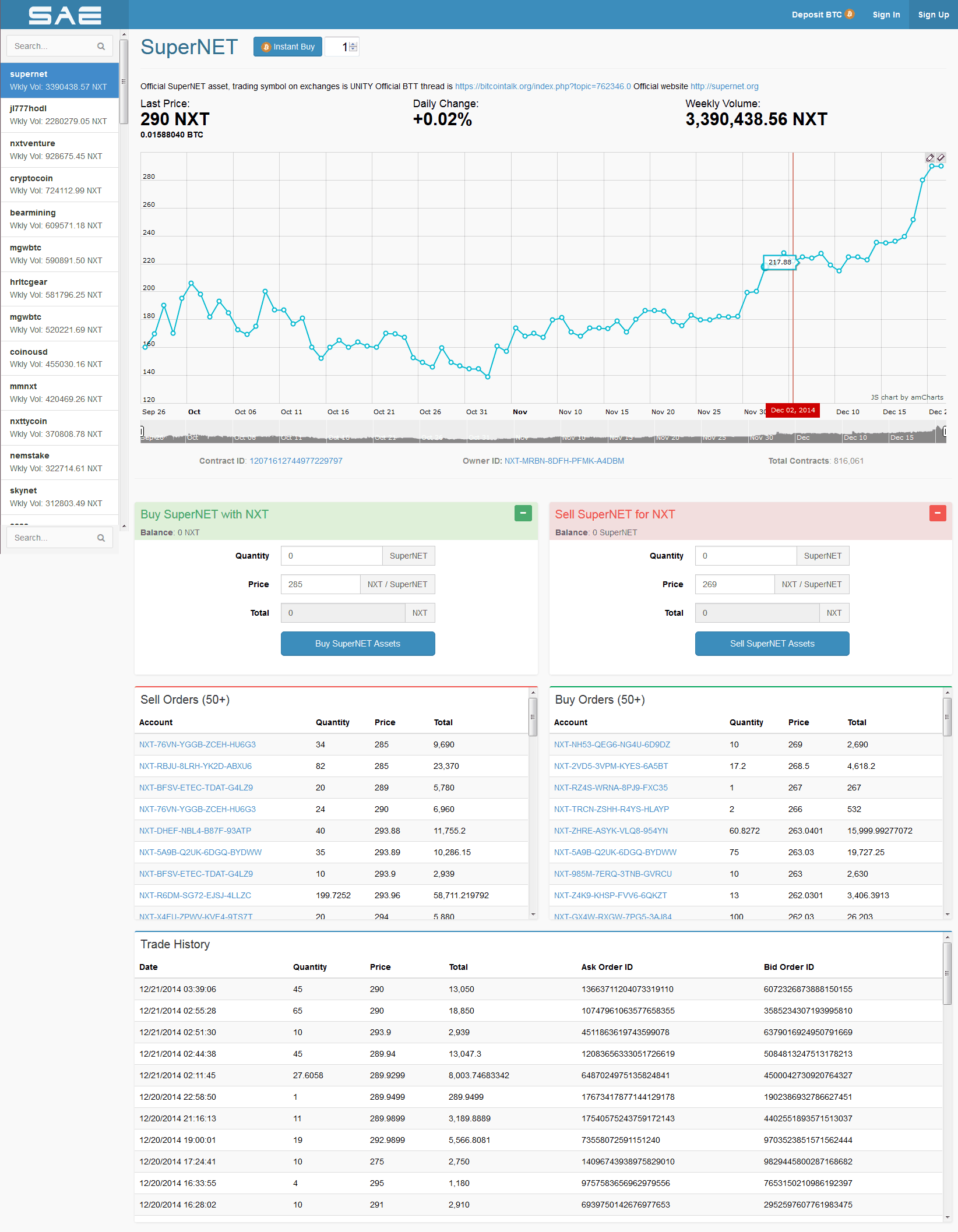
Nxt bolsa de intercambios.

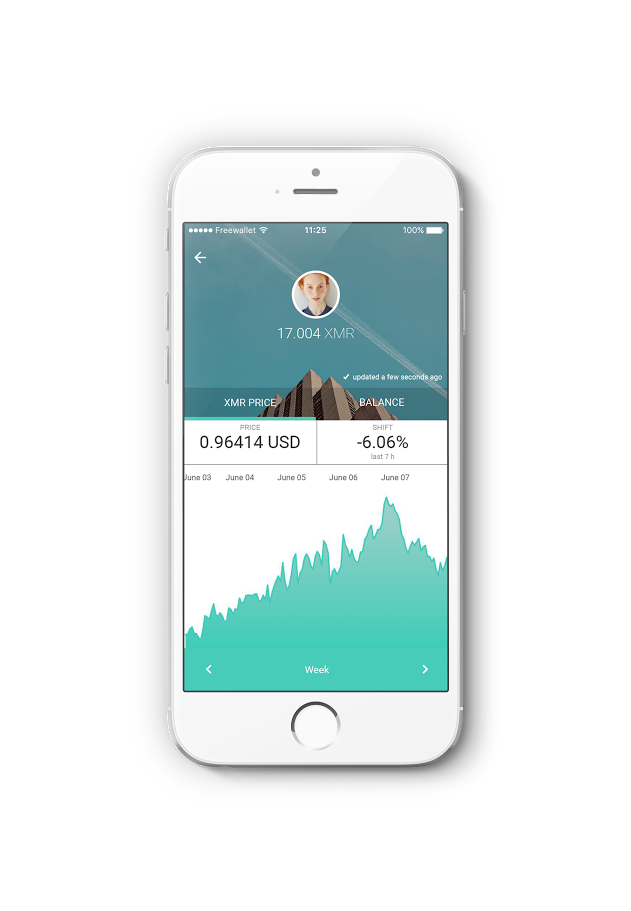
Aplicación de la criptomoneda Monero en un teléfono móvil.

Una criptomoneda (también llamado criptoactivo o criptodivisa) es un medio digital de intercambio que utiliza criptografía fuerte para asegurar las transacciones, controlar la creación de unidades adicionales y verificar la transferencia de activos usando tecnologías de registro distribuido. Las criptomonedas son un tipo de divisa alternativa o moneda digital. Existe controversia respecto a que las criptomonedas tienen que ser de control descentralizado o monedas centralizadas por los bancos centrales u otra entidad, dejando a estas entidades o bancos centrales sin función ninguna.
Las criptomonedas generalmente usan control descentralizado en lugar de una moneda digital de un banco central (CBDC); el control de cada moneda criptográfica funciona a través de una base de datos descentralizada, normalmente una «cadena de bloques», que sirve como una base de datos de transacciones financieras pública.
La primera criptomoneda que empezó a operar fue Bitcoin en 2009, y desde entonces han aparecido otras con diferentes características como Litecoin, Ethereum, BNB (Binance), Bitcoin Cash, Ripple o Dogecoin.
A partir de las criptomonedas han surgido tokens que corren en las mismas blockchain en las que se crean. Un claro ejemplo de estos son los ERC-20, tokens que corren en la red Ethereum. Algunos tokens basados en Ethereum son Chainlink(LINK), Thousand(TSN),Uniswap(UNI), entre otros.

## Características
En los sistemas de criptomonedas, se garantiza la seguridad, integridad y equilibrio de sus estados de cuentas (contabilidad) por medio de una red estructurada de agentes (transferencia de archivo segmentada o transferencia de archivo multifuente) que se verifican (desconfían) mutuamente llamados mineros, que son, en su mayoría, público en general y protegen activamente la red (el entramado) al mantener una alta tasa de procesamiento de algoritmos, con la finalidad de tener la oportunidad de recibir una pequeña propina, que se reparte de manera aleatoria.
Romper la seguridad existente en una criptomoneda es matemáticamente posible, pero el costo para lograrlo sería inasumiblemente alto. Por ejemplo, un atacante que intentase quebrar el sistema de prueba de trabajo de Bitcoin necesitaría una potencia computacional mayor que el de todo el entramado (red-enjambre) de todos los mineros del sistema, y aun así, solo tendría una probabilidad de éxito del 50 % (n.º de ronda de autenticación), en otras palabras, romper la seguridad de Bitcoin exigiría una capacidad superior a la de empresas tecnológicas del tamaño de Google.
Está previsto que en el futuro la computación cuántica pueda llegar a ser una realidad, lo que rompería el equilibrio en caso de que los desarrolladores no pudieran ejecutar a tiempo el sistema para usar algoritmos «post-cuánticos».
Las criptomonedas hacen posible el llamado internet del valor, también conocido por las siglas IoV (del inglés internet of value), también llamado Internet del dinero: son aplicaciones de Internet que permiten el intercambio de valor en forma de criptomonedas. Este valor pueden ser en forma de contratos, propiedad intelectual, acciones o cualquier propiedad de algo con valor. Las cosas de valor ya se podían intercambiar antes usando sistemas de pago como Paypal. Sin embargo la diferencia entre pagar con algo como Paypal y pagar con una criptomoneda consiste en que pagar con Paypal requiere que el pago se haga a través de redes privadas como las de las tarjetas de crédito y bancos, mientras que el pago usando criptomonedas no tiene intermediarios. Va directamente del comprador al vendedor. De esta forma, se tiene un sistema de transferencia universal de valor, libre de intermediaciones.
Este sistema:
- Reduce el coste de la transacción, ya que no hay intermediación.
- Reduce los tiempos. Aunque los pagos por Internet son rápidos, las liquidaciones entre las partes llevan su tiempo y el vendedor recibe el importe días después del pago. Con las criptomonedas, la demora es del orden de minutos.
- Elimina la necesidad de usar agentes financieros para realizar transacciones.

Además entre ellos, se destacan varios intercambios avanzados que nos permiten registrarnos, colocar la información y comenzar a realizar transacciones. Esto beneficia altamente a los usuarios que negocian con criptomonedas.

## Historia
En 1983, el criptógrafo estadounidense David Chaum concibió un sistema criptográfico monetario electrónico llamado eCash. Más tarde, en 1995, implementó DigiCash, que utilizaba la criptografía para volver anónimas las transacciones de dinero, aunque con una emisión y liquidación (pago) centralizado. Este sistema requería un software para retirar dinero de un banco y designar claves cifradas específicas antes de que puedan enviarse a un destinatario. Esto permitió que la moneda digital no fuera rastreable por el banco emisor, el gobierno o cualquier tercero.
En 1996, la NSA publicó una investigación titulada How to make a Mint: the Cryptography of Anonymous Electronic Cash. Esta investigación describía un sistema de criptodivisa, publicada en una lista de correo del MIT. Más tarde, en 1997 fue publicada en The American Law Review (Vol. 46, Issue 4).
El concepto o idea de criptomoneda fue descrita por primera vez por Wei Dai, en 1998, donde propuso la idea de crear un nuevo tipo de dinero descentralizado que utilizara la criptografía como medio de control, La primera criptomoneda que se creó fue Bitcoin, creada en 2009 por el desarrollador de pseudónimo Satoshi Nakamoto, el cual usa el conjunto de funciones criptográficas SHA-2 (exactamente el SHA-256) como su esquema PoW (prueba de trabajo). Posteriormente, han aparecido otras criptomonedas, como Namecoin (un intento de descentralizar el sistema de nombres de dominio DNS, lo que haría muy difícil la censura de internet), Litecoin (el cual utiliza scrypt como esquema PoW, así como también, para tener una confirmación de transacción más rápida), Peercoin (el cual utiliza un esquema híbrido PoW/PoS [prueba de trabajo/prueba de participación], además tiene una tasa de inflación del alrededor de 1 %) y Freicoin (el cual implementó el concepto de Silvio Gesell agregando depreciación en el tiempo). Muchas otras criptomonedas han sido creadas, aunque no todas han sido exitosas, en especial aquellas que no han aportado ninguna innovación.
Desde su creación, las criptomonedas han ido ganando paulatinamente la atención del público general y de los medios de comunicación. Desde 2011, el interés ha aumentado rápidamente, en especial, durante el ascenso vertiginoso de Bitcoin, en abril de 2013.
El 6 de agosto de 2014, el Reino Unido anunció el lanzamiento de una iniciativa para el estudio de las criptomonedas. En este estudio debería figurar qué rol podría jugar este tipo de monedas en la economía de Reino Unido, así como el análisis para determinar qué regulaciones deberían ser consideradas.
En junio de 2021, El Salvador se convirtió en el primer país en aceptar Bitcoin como licitación legal.
En agosto de 2021, Cuba siguió a la resolución 215 para aceptar Bitcoin como licitación legal, que evitará las sanciones de EE. UU.
El 21 de septiembre de 2021, China prohibió todo uso, transacción, minado o negociación de las criptomonedas, con la intención de evitar fugas de capital. Se convirtió así en el primer país en condenar este mercado digital. A nivel bursátil, el Bitcoin y otras criptomonedas cayeron en bolsa considerablemente tras la decisión de Xi Jinping.
En abril de 2022 la Unión Europea sacó una ley que prohíbe el anonimato a la hora de transferir criptomonedas. El Parlamento de la UE prohibió las transacciones anónimas con criptomonedas por medio de exchanges oficiales.

## Definición formal
Según Jan Lansky, una criptodivisa es un sistema que cumple las siguientes seis condiciones:
1. El sistema no necesita una autoridad central. Así, su estado es mantenido a través de un consenso distribuido.
2. El sistema mantiene todas las unidades y sus propietarios.
3. El sistema define si se pueden crear nuevas unidades. En este caso, el sistema debe definir las circunstancias de su origen y cómo determinar el propietario de las nuevas unidades.
4. Solo se puede asegurar la propiedad de una unidad a un usuario de manera criptográfica.
5. El sistema permite las transacciones de unidades, en las cuales se cambia el propietario de dichas unidades. Una transacción solo puede ser efectuada si se puede probar el actual propietario de estas unidades.
6. Si se efectúan dos transacciones sobre las mismas unidades, el sistema solo ejecuta una de ellas.

## Arquitectura
Las criptodivisas descentralizadas son producidas colectivamente por todo el sistema, a una tasa que se especifica cuando se crea ese sistema y que es de conocimiento público. En los bancos centrales y en los sistemas económicos tradicionales, los gobiernos controlan la cantidad de monedas en el mercado (por ejemplo, imprimiendo moneda o exigiendo adiciones a los libros de contabilidad). En el caso de las criptomonedas descentralizadas, las empresas o los gobiernos no pueden producir nuevas unidades. Las criptomonedas tampoco tienen un activo detrás que respalde su valor, al contrario de las monedas tradicionales [cita requerida]. El sistema actual está basado por el individuo o grupo conocido como Satoshi Nakamoto.
En julio de 2020 existen cerca de 5.790 criptomonedas según CoinMarketCap. En un sistema de criptodivisas, la integridad, seguridad y balance de las cuentas es mantenida por una comunidad conocida como los mineros. Esta comunidad utiliza sus ordenadores u otro hardware especializado para validar y fechar las transacciones, añadiéndolas a una base de datos colectiva.
Muchas criptomonedas están diseñadas para ir disminuyendo la producción de unidades gradualmente, imponiendo un límite en la cantidad total de unidades que puede haber en circulación. Comparado con los sistemas monetarios tradicionales, las criptomonedas son más difíciles de legislar debido a la criptografía usada en el sistema.
Las formas criptográficas estables de dinero, también llamadas monedas estables, se crearon para moderar el problema de la imprevisibilidad en el mercado de recursos computarizados. Para lograr la variabilidad más inconcebible, estas formas monetarias están respaldadas por otros recursos monetarios como efectivo legítimo, sustancias sin refinar y, sorprendentemente, otras monedas digitales.
El objetivo de las monedas estables es que los clientes tengan la opción de comprar formas criptográficas de dinero y venderlas sin preocuparse por las variaciones de valor. Esto se logra amarrando el valor del dinero a un artículo real que no experimente los efectos nocivos de las fuertes caídas y subidas del mercado de divisas digitales. A veces, las monedas estables están muy influenciadas por los cálculos que administran el costo.
Un estudio reciente de 2020 presentó diferentes ataques a la privacidad en las criptomonedas. Los ataques demostraron que las técnicas de anonimato no son garantías suficientes. Para mejorar la privacidad, los investigadores sugirieron varias ideas diferentes, incluidos nuevos esquemas criptográficos y mecanismos para ocultar la dirección IP de la fuente.

### Cadena de bloques
La validez de cada una de las unidades está en la cadena de bloques. Una cadena de bloques es una lista en constante crecimiento de registros, llamados bloques, que son enlazados y asegurados usando criptografía. Cada bloque contiene un puntero hash que enlaza a un bloque previo, una fecha y datos de transacciones. Por diseño, las cadenas de bloques son inherentemente resistentes a la modificación de los datos.
La cadena de bloques es un "libro abierto, público y distribuido que registra todas las transacciones efectuadas entre dos usuarios de una manera permanente y verificable". La cadena de bloques ordinariamente es administrada por una red de punto-a-punto colectiva con un protocolo común para añadir y validar nuevos bloques. Una vez registrados, los datos de cualquier bloque no pueden ser modificados sin alterar todos los siguientes bloques.
Las cadenas de bloques son seguras por diseño y son un ejemplo de sistema distribuido con alta tolerancia a faltas bizantinas. El consenso descentralizado ha sido logrado gracias a la cadena de bloques. Las cadenas de bloques resuelven el problema de doble gasto sin la necesidad de una autoridad certificada o un servidor central, asumiendo que no se va a dar el ataque del 51% (que ha funcionado con varias criptomonedas).

#### Fechado
Las criptomonedas usan varios sistemas de fechado para "probar" la validez de las transacciones añadidas a la cadena de bloques sin necesidad de un tercer actor autorizado.
El primero inventado fue el sistema de prueba de trabajo. Los sistemas más utilizados están basados en el algoritmo SHA-256 y scrypt. Otros algoritmos que se han usado pueden ser CryptoNight, Blake, SHA-3, y X11.
Otro sistema, prueba de participación, es un método que asegura la red mediante el consenso distribuido al pedir a los usuarios la propiedad de una pequeña parte de las unidades. Se diferencia del sistema de prueba de trabajo en que no tienen que ejecutar algoritmos de hashing muy complicados para validar las transacciones. El sistema cambia mucho dependiendo de la moneda y actualmente no hay un patrón normalizado. Algunas criptomonedas usan un sistema combinado entre los dos.

### Minado
En las redes de criptomonedas, el minado es una validación de las transacciones. Por este esfuerzo, los mineros obtienen unidades como recompensa. Esta recompensa disminuye las tarifas, creando un incentivo complementario para contribuir al poder de procesamiento de la red. El ratio de generación de nuevos hashes que validan transacciones ha aumentado gracias al uso de máquinas especializadas como FPGAs y ASICs. Esta carrera por construir máquinas más baratas y eficientes ha existido desde los días de la primera criptomoneda, bitcoin, que fue introducida en 2009. Debido al incremento en el número de mineros en las redes de criptomonedas, la complejidad de la generación de hashes ha aumentado a lo largo de los años, haciendo que los mineros tengan que invertir grandes cantidades de dinero en máquinas especializadas. Algunas veces, el valor de las recompensas obtenidas no justificaban la inversión en máquinas, su refrigeración y la energía consumida para hacerlas funcionar.
Algunos fondos de minería comparten su capacidad de procesamiento en la red para repartir la recompensa equitativamente, de acuerdo con la cantidad de trabajo que han contribuido por la probabilidad de encontrar un bloque.
En febrero de 2018, el gobierno Chino detuvo el comercio en criptomonedas, prohibiendo la minería. Algunos mineros se han mudado a Canadá. Algunas empresas están usando centros de datos para la minería cerca de estaciones de gas canadienses, debido a los bajos precios. En junio de 2018, Hydro Quebec propuso al gobierno regional suministrar 500MW de potencia a compañías de minado. Según una noticia de febrero de 2018 de Fortune, Islandia se ha convertido en el "cielo" para los mineros, en parte por los precios de la electricidad, muy baratos. Los precios son estables debido a que están cerca de plantas de generación energías renovables, incitando a más compañías de minado a considerar el traslado de sus operaciones a Islandia. La compañía local de energía dice que el minado se está volviendo tan popular que el país usará más electricidad para el minado que para el suministro de energía a los hogares en 2018. En octubre de 2018, Rusia se convertirá en el anfitrión de una de las mayores granjas de minado en el mundo, localizada en Siberia.

#### Aumento del precio de las GPU
El incremento del minado aumentó la demanda de tarjetas gráficas en 2017. Las tarjetas favoritas por los mineros fueron la GTX1060, la GTX1070 de NVIDIA y las RX570 y RX580 de AMD, que duplicaron o incluso triplicaron su precio.
NVIDIA pidió a los distribuidores que hicieran lo que pudieran para vender las tarjetas a los jugadores antes que a los mineros. «Los jugadores son nuestra prioridad en NVIDIA», dijo Boris Böhles.
Desde 2020 ha habido una mayor escasez de disponibilidad de tarjetas de video, causada por una razón doble: la crisis en los materiales y la logística causada por el coronavirus y la creciente demanda de los mineros de criptomonedas. Las tarjetas de video más populares de la época, la nvidia rtx 3080, se agotaron en minutos. Se estimó que una plataforma minera contenía alrededor de 70-80 rtx 3080, generando un retorno de 16.000 dólares al mes y permitiendo al minero recuperar la inversión inicial en tarjetas de video y obtener ganancias en 6 meses. Para intentar frenar el fenómeno, nvidia ha impedido que algunos modelos de sus tarjetas de video funcionen para la minería.

### Tarifas
Las tarifas en las criptomonedas dependen principalmente de la oferta de capacidad de cálculo de la red en el momento y de la demanda del usuario de una transacción rápida. El usuario puede escoger una tarifa específica, mientras que los mineros procesan las transacciones en orden decreciente. Se puede simplificar el proceso para el usuario ofreciendo prioridades alternativas y determinando el tiempo que podría tardar cada una.
Para ethereum, las tarifas vienen dadas por la complejidad computacional, uso de la red y necesidades de almacenamiento. En bitcoin, las tarifas cambian según el tamaño de la transacción y si se usa SegWit. En septiembre de 2018, la tarifa media correspondía a 0,017$, mientras que para bitcoin correspondía a 0,55$.

### Oferta inicial
Las ofertas iniciales de monedas (ICO, en inglés) es un medio controvertido para recaudar fondos para una criptomoneda. Las empresas nuevas pueden utilizar un ICO con la intención de evitar la regulación. Sin embargo, los reguladores de valores en muchas jurisdicciones, incluso en los EE. UU. y Canadá han indicado que si una moneda o ficha es un "contrato de inversión" (por ejemplo, bajo la prueba de Howey, es decir, una inversión de dinero con una expectativa razonable de ganancias). significativamente en los esfuerzos empresariales o de gestión de otros), es un activo financiero y está sujeto a la regulación de valores. En una campaña de ICO, un porcentaje de la criptomoneda (generalmente en forma de "fichas") se vende a los patrocinadores tempranos del proyecto a cambio de moneda legal u otras criptomonedas, a menudo bitcoin o éter.
Según PricewaterhouseCoopers, cuatro de las 10 ofertas iniciales de monedas más grandes propuestas han utilizado Suiza como base, donde con frecuencia se registran como fundaciones sin fines de lucro. La agencia reguladora suiza FINMA declaró que adoptaría un "enfoque equilibrado" para los proyectos de la ICO y permitiría a los "innovadores legítimos navegar por el panorama regulatorio y así lanzar sus proyectos de manera compatible con las leyes nacionales que protegen a los inversores y la integridad del sistema financiero. ”En respuesta a numerosas solicitudes de representantes de la industria, un grupo de trabajo legislativo de la ICO comenzó a emitir directrices legales en 2018, cuyo objetivo es eliminar la incertidumbre de las ofertas de la criptomoneda y establecer prácticas comerciales sostenibles.

## Adopción
La empresa estadounidense de análisis de cadenas de bloques Chainalysis, con sede en Nueva York, publica anualmente su 'Índice mundial de adopción de criptomonedas'. En su edición del año 2023, confeccionada con datos de 154 países, aparecen 11 países asiáticos entre los primeros 18.

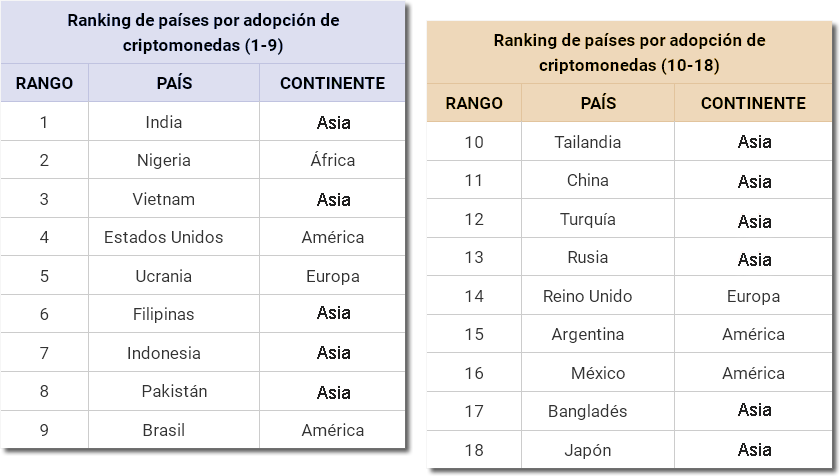
Ranking de países por adopción de criptomonedas (primeros 18)

El índice considera cinco parámetros diferentes:
1. Valor de la criptomoneda en cadena recibida en los intercambios centralizados, ponderado por la paridad de poder adquisitivo (PPA) per cápita.
2. Valor minorista en cadena recibido en los intercambios centralizados, ponderado por la PPA per cápita
3. Volumen de intercambios P2P, ponderado por la PPA per cápita y el número de usuarios de Internet
4. Valor de criptomoneda en cadena recibido de protocolos DeFi, ponderado por PPP per cápita
5. Valor minorista en cadena recibido de los protocolos DeFi, ponderado por la PPA per cápita

El ranking lo encabezan la India, Nigeria y Vietnam, mientras que países como Venezuela y Colombia que hasta el 2021 figuraban entre los primeros 10 países en adopción, han sido desplazados por los países asiáticos.

## Legalidad
El uso de estas criptomonedas en actividades ilegales, así como la imposibilidad por parte de los gobiernos de establecer políticas impositivas sobre transacciones realizadas a través de dicho medio, es motivo de controversias.
- Bolivia se ha convertido en el primer país en prohibir explícitamente el uso de criptomonedas, en junio de 2014, tras conocerse de la quiebra en Japón de la compañía Bitcoins Mt.Gox y perjudicando a más de un millón de personas.[51]
- En Venezuela antes del 9 de abril de 2018 se desmantelaron minas de criptomonedas, arrestando a sus dueños por «legitimación de capitales, enriquecimiento ilícito, delitos informáticos, financiamiento al terrorismo, fraude cambiario y daños al sistema eléctrico nacional».[52][53] A partir del 9 de abril de 2018 por medio de Decreto la Asamblea Nacional Constituyente legaliza toda existencia y creación de todo criptoactivo incluyendo al Petro.[54] También permite que cualquier persona natural o jurídica, privada o pública, pueda publicar su propio Libro Blanco,[55] siendo el primer paso para iniciar el proceso de registro y control de la nueva criptomoneda a crear ante el Ejecutivo Nacional.[56] Así mismo se ordena a todos los entes del Estado a preparar su estructura burocrática a fin de recibir y pagar con las criptomonedas que estén debidamente registradas.[57]
- En España, para efectos de responsabilidad civil, el Bitcoin no es considerado dinero como tal, ni tampoco de forma legal.[58]

Se ha estimado en 2022 que el porcentaje de transacciones ilícitas ronda el 23 %, por un valor de 72 mil millones de dólares estadounidenses. Los mezclador de criptomonedas generalmente se usan para ofuscar el bitcoin.

## Wash trading
Un estudio académico publicado en diciembre de 2022 por la National Bureau of Economic Research afirma, después de observar 29 exchanges regulados durante un año, que el 70 % de las transacciones en criptomonedas (incluidas las de Bitcoin) son el resultado de operaciones de lavado, es decir, intercambios ficticios en los que las 2 contrapartes que cumplen se venden activos de manera falsa, alterando tanto los volúmenes como el precio.

## Opinión del Consejo de Estabilidad Financiera
El 16 de febrero de 2022 el Consejo de Estabilidad Financiera declaró que las criptomonedas pueden representar una amenaza para la estabilidad financiera mundial debido a su tamaño, su vulnerabilidad estructural y su creciente interconexión con el sistema financiero tradicional, incluidos los riesgos crediticios y de operaciones, concentración de comercio plataformas, opacidad, desequilibrios de liquidez, mayor apalancamiento, pero también el bajo nivel de comprensión de los inversores, blanqueo de capitales, ciberdelincuencia y Ransomware. También advirtió del peligro de una escalada y pidió una intervención regulatoria

### Impacto ambiental
La minería de criptomonedas basadas en prueba de trabajo requiere enormes cantidades de electricidad y, en consecuencia, tiene una gran huella de carbono debido a la generación de emisiones de gases de efecto invernadero. Se estimó que blockchains basados en prueba de trabajo como Bitcoin, Ethereum, Litecoin, y Monero añadieron entre 3 millones y 15 millones de toneladas de dióxido de carbono (CO2) a la atmósfera en el periodo del 1 de enero de 2016 al 30 de junio de 2017. Para noviembre de 2018, se estimó que Bitcoin tenía un consumo anual de energía de 45.8TWh, generando de 22.0 a 22.9 millones de toneladas de CO2, rivalizando con naciones como Jordania y Sri Lanka. A finales de 2021, se estimó que Bitcoin producía 65.4 millones de toneladas de CO2, tanto como Grecia, y consumir entre 91 y 177 teravatios-hora anualmente.
Los críticos también han identificado un gran problema de residuos electrónicos al desechar los equipos de minería de Bitcoin. El hardware de minería está mejorando a un ritmo rápido, resultando rápidamente en generaciones anteriores de hardware.
Bitcoin es la criptomoneda menos eficiente en términos energéticos, utilizando 707.6 kilovatios-hora de electricidad por transacción.
Antes de junio de 2021, China era el principal lugar para la minería de Bitcoin. Sin embargo, debido a preocupaciones sobre el uso de energía y otros factores, China expulsó las operaciones de Bitcoin, al menos temporalmente. Como resultado, Estados Unidos emergió rápidamente como el líder mundial en la industria. Un ejemplo de la enorme cantidad de residuos electrónicos asociados con las operaciones de minería de Bitcoin en los EE. UU. es una instalación ubicada en Dalton, Georgia que consume casi la misma cantidad de electricidad que el uso combinado de energía de 97,000 hogares en sus alrededores. Otro ejemplo es que Riot Platforms opera una instalación de minería de Bitcoin en Rockdale, Texas, que consume aproximadamente tanta electricidad como los 300,000 hogares cercanos. Esto la convierte en la operación de minería de Bitcoin más intensiva en energía en Estados Unidos.
La segunda criptomoneda más grande del mundo, Ethereum, utiliza 62.56 kilovatios-hora de electricidad por transacción. XRP es la criptomoneda más eficiente energéticamente del mundo, utilizando 0,0079 kilovatios-hora de electricidad por transacción.
Aunque las blockchains PoW (Prueba de Trabajo) más grandes consumen energía a la escala de países de tamaño medio, la demanda anual de energía de las blockchains PoS (Prueba de Participación) es equivalente a la escala de una urbanización. The Times identificó seis criptomonedas "ecológicas": Chia, IOTA, Cardano, Nano, Solarcoin y Bitgreen. Académicos e investigadores han utilizado diversos métodos para estimar el uso de energía y la eficiencia energética de las blockchains. Un estudio de las seis redes más grandes de prueba de participación en mayo de 2021 concluyó:
- Cardano tiene el menor consumo eléctrico por nodo;
- Polkadot tiene el menor consumo eléctrico en general; y
- Solana tiene el menor consumo eléctrico por transacción.

En términos de consumo anual (kWh/año), las cifras fueron las siguientes: Polkadot (70,237), Tezos (113,249), Avalanche (489,311), Algorand (512,671), Cardano (598,755) y Solana (1,967,930). Esto equivale a que Polkadot consume 7 veces la electricidad de un hogar estadounidense promedio, Cardano 57 hogares y Solana 200 veces más. La investigación concluyó que las redes PoS consumen el 0,001 % de la electricidad de la red Bitcoin. Investigadores del University College de Londres llegaron a una conclusión similar.
Las centrales eléctricas de energía renovable variable podrían invertir en la minería de Bitcoin para reducir el recorte, cubrirse contra el riesgo de precios de la electricidad, estabilizar la red, aumentar la rentabilidad de las centrales eléctricas de energía renovable y, por lo tanto, acelerar la transición a la energía sostenible.